# Virgularia brochi
Virgularia brochi är en korallart som beskrevs av Kükenthal 1915. Virgularia brochi ingår i släktet Virgularia och familjen Virgulariidae. Inga underarter finns listade i Catalogue of Life.